# یاروشوو-ویش
یاروشوو-ویش (به لاتین: Jaroszewo-Wieś) یک روستا در لهستان است که در گمینا بیلسک واقع شده‌است.